# Еберхард фон Регенсберг
Еберхард фон Регенсберг (на немски: Eberhard von Regensberg; * ок. 1170; † 1 декември 1246 във Фризах, Каринтия) е епископ на Бриксен (1196 – 1200) и като Еберхард II архиепископ на Залцбург (1200 – 1246). Той е най-дълго архиепископ (46 години) и заради големите му постижения е наричан „Pater patriae des Landes Salzburg“.

## Биография
Фамилията Регенсберг е знатен род от Швейцария, фрайхерове на Регенсберг в кантон Цюрих. Той е син на Лютолд III фон Регенсберг († сл. 1187) и съпругата му фон Кренкинген.
Чичо му Дитхелм фон Кренкинген († 1206), епископ на Констанц, го назначава в катедралния капител в Констанц и му помага да бъде избран 1196 г. за епископ на Бриксен/Бресаноне. Той живее повечето време извън епископството и следва теология и право. На 20 април 1200 г. той
е избран за архиепископ на Залцбург. Участва в политиката. По неговото време град Залцбург изгаря два пъти.
Той умира на 1 декември 1246 г. във Фризах и е погребан едва през 1288 г. в катедралата на Залцбург.

## Галерия
- Герб на архиепископството Залцбург
- Гербът на княжеския епископ на Бриксен/Бресаноне